# Liste des cathédrales de Washington
Plusieurs confessions chrétiennes ont une cathédrale à Washington DC aux États-Unis. On trouve :
- la cathédrale nationale de l’Église épiscopalienne américaine ;
- la cathédrale Saint-Matthieu de l’Église catholique romaine ;
- la cathédrale Sainte-Sophie de l’Église orthodoxe grecque ;
- la cathédrale Saint-Jean-Baptiste de l’Église orthodoxe russe ;
- la cathédrale Saint-Nicolas de l’Église orthodoxe en Amérique ;
- la cathédrale Saint-André de l’Église orthodoxe ukrainienne.